# Madonna z Dzieciątkiem i fundatorem
Madonna z Dzieciątkiem i fundatorem – obraz włoskiego malarza Giovanniego Belliniego.
Pierwotnie autorstwo obrazu było przypisywane Basaitiemu. W 1961 roku, na wystawie w Krakowie praca pokazywana była już jako dzieło Belliniego. Autorstwo ustalono na podstawie podobieństwa kilku detali oraz dużego podobieństwa kompozycji do innych dzieł Belliniego. Typ i wyraz Madonny oraz ujecie z klęczącym donatorem przypominają obraz Madonna z Dzieciątkiem z 1505 roku z kolekcji Olivera Vernona, obecnie Birmingham Museums and Art Gallery. Motyw kwiatu trzymanego korona ku dołowi przez Dzieciątko był użyty na płótnie Madonny z Dzieciątkiem stojącym na parapecie z 1489 roku z kolekcji Sir Williama Burrela w Glasgow Museum. Według historyka sztuki Fritza Heinemanna dzieło Belliniego z poznańskiego muzeum było inspiracją dla dwóch dzieł innego włoskiego malarza Andrei Previtalego.